# 今泉今右衛門

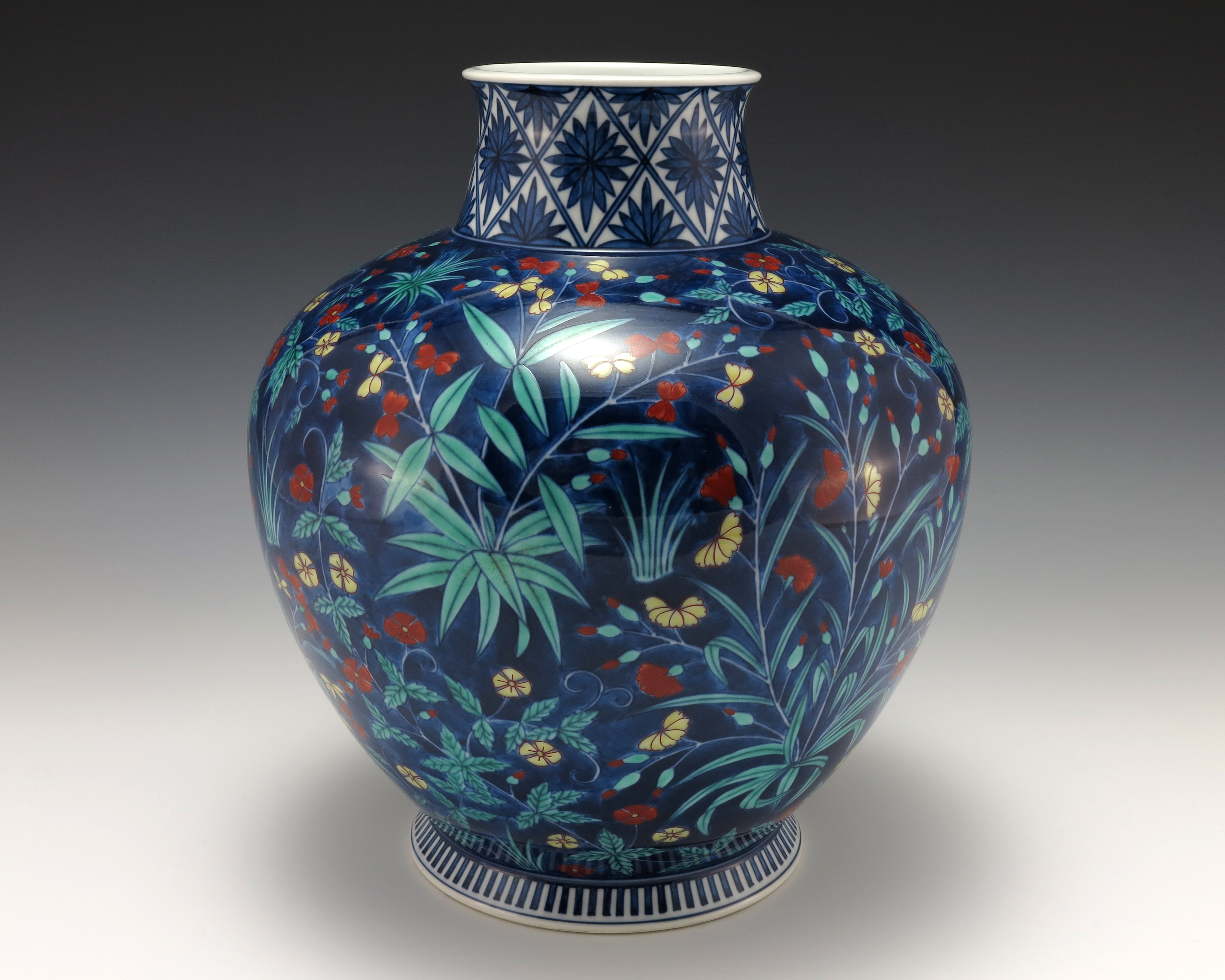
十二代今右衛門作。昭和天皇訪米の折、アメリカ合衆国大統領ジェラルド・R・フォードに贈られたもの。フォード大統領記念館蔵。

今泉今右衛門（いまいずみいまえもん）は江戸時代から伝統に受け継がれている肥前国（現・佐賀県）の陶芸家の名跡である。

## 概要

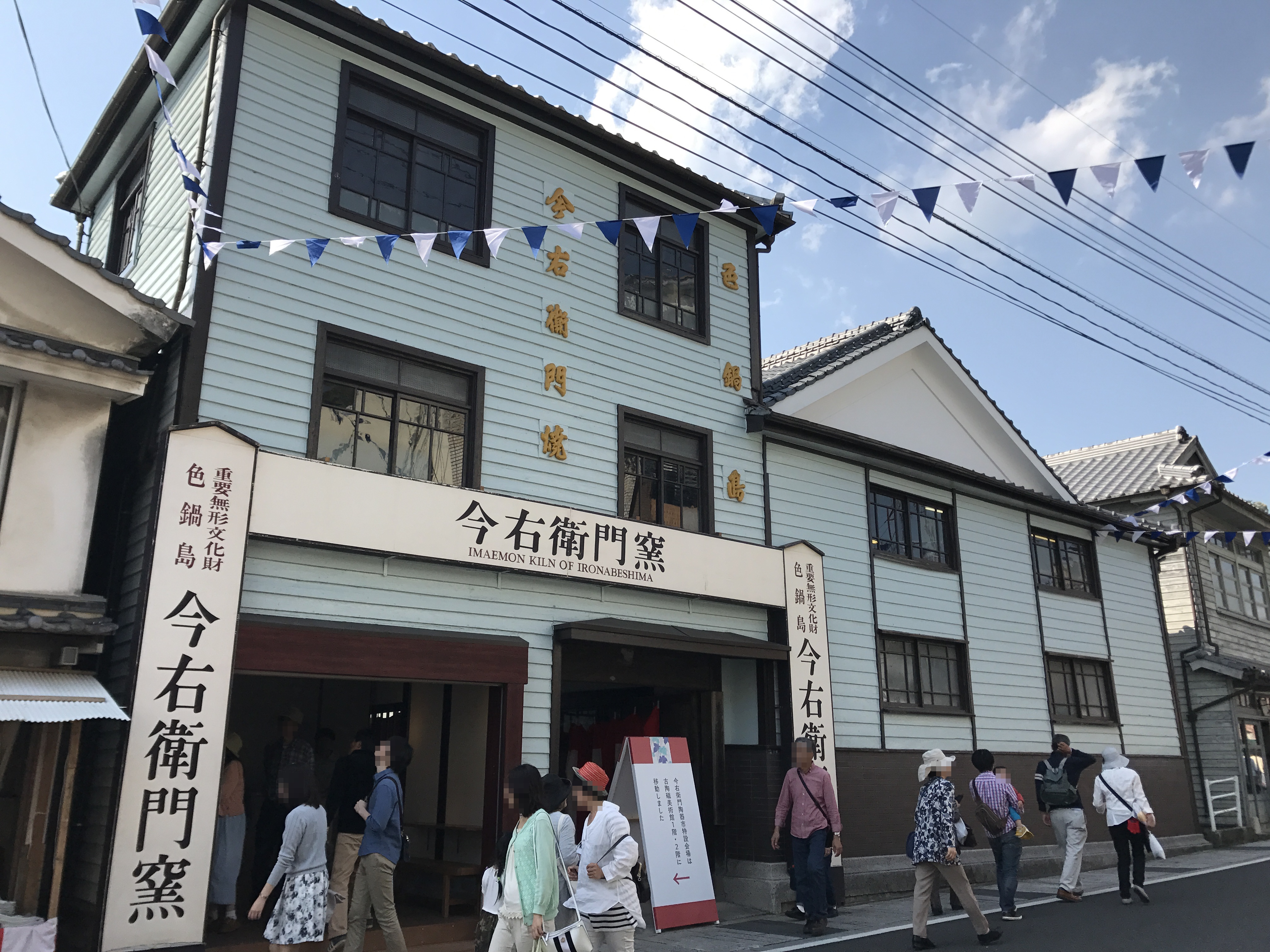
有田陶器市・色鍋島の今右衛門窯

江戸時代から続き、「鍋島焼」の伝統を受け継いでいる。色絵は「色鍋島」と呼ばれ、伝統と高い品格を持ち、赤絵の調合・技術についてはこだわりを持ち、一子相伝の秘宝として伝えられている。現在は14代目である。

## 歴代[4][5]
- 初代（生年不詳 - 1665年）
- 2代（生年不詳 - 1689年）
- 3代（生年不詳 - 1717年）
- 4代（生年不詳 - 1758年）
- 5代（生年不詳 - 1775年）
- 6代（生年不詳 - 1816年）
- 7代（生年不詳 - 1843年）
- 8代（生年不詳 - 1854年）
- 9代（生年不詳 - 1873年）
- 10代（1848年 - 1927年）
- 11代（1873年 - 1948年）
- 12代（1897年 - 1975年）
- 13代（1926年 - 2001年）
- 14代（1962年 - ）